# Concòrdia
|  | Per a altres significats, vegeu «Concòrdia (desambiguació)». |

Concòrdia (en llatí Concordia) és la deïtat romana de l'entesa i l'harmonia.

## Culte
En el període republicà es van erigir a la deessa nombroses estàtues i alguns temples, el primer en el temps del dictador Marc Furi Camil el 367 aC, erigit per commemorar la reconciliació entre patricis i plebeus.
Era invocada especialment el 30 de març juntament amb Janus, Salus i Pax. Va continuar essent adorada en època imperial, fomentat per August, a partir de llavors invocada l'1 d'abril per les dones casades, juntament amb Fortuna i Venus.

## Temples
Concòrdia va ser una deessa molt venerada i a qui es van dedicar temples per tot l'imperi. El temple més antic dedicat a Concòrdia, va ser manat construir el 367 aC per Marc Furi Camil i estava dins l'àrea del Fòrum Romà. Després d'aquest se'n van fer altres dins la ciutat que, en ordre de creació són:
- El primer temple constava d'un espai per a l'estàtua de la deessa (aedicula), que era una estàtua de bronze encarregada per l'edil Gneu Flavi el 304 aC, situada sobre una plataforma (graecostasis) al costat del temple de Vulcà. Es va destruir amb l'ampliació ordenada per Luci Opimi l'any 121 aC. Es va construir en un intent de reconciliar els patricis, que se sentien ofesos per la publicació del calendari. Però el senat no va aprovar el pressupost per a realitzar-lo, així que va haver de ser finançat amb el pagament de les multes de persones acusades per usura.[3][4] L'emperador Tiberi el va canviar de nom a Concordia Augusta després d'una altra restauració.
- Una construcció dins de l'arx,[nota 2] probablement una mica cap a l'est des d'on es podia veure el primer temple a la part de baix, a l'àrea del fòrum. Es creu que va ser construït per un vot fet pel cònsol Luci Manli el 218 aC després d'haver sufocat una revolta sorgida entre les seves tropes a la Gàl·lia Cisalpina.[5] Els treballs d'edificació van començar el 217 aC i la inauguració va ser el 5 de febrer del 216 aC.[6][7]
- L'any 44, el senat va aprovar dedicar un temple a Concordia Nova, marcant el final de la guerra civil que va tenir lloc després de la mort de Juli Cèsar. Probablement no es va arribar a construir mai.[8]
- Segons Ovidi, l'esposa de l'emperador August, Lívia Drusil·la, va dedicar un temple a Concòrdia.[9] Estava situat a continuació del Porticus Liviae.[nota 3] El temple tenia la següent dedicatòria:

Era una petita estructura rectangular amb una llosa de marbre i un relleu representant August i Lívia amb la deessa Concòrdia al mig.
Entre els temples fora de la ciutat destaca el de Pompeia, que fou dedicat per Eumachia, la sacerdotessa de Venus, en l'època imperial.

## Imatges
És representada en moltes monedes, generalment asseguda i portant una túnica llarga. L'acompanyaven uns objectes simbòlics: una pàtera (plat per a sacrificis), una cornucòpia (símbol de la prosperitat), un caduceu (símbol de la pau). Sovint es representa entre dues figures humanes que es donaven la mà. De vegades estava associada a dues deïtats femenines: Pax i Salus, o Securitas i Fortuna. Aquesta segona parella, que representava els conceptes de «la seguretat i la bona sort» podia estar també representat pels déus Hèrcules i Mercuri.
La següent taula d'imatges de Concòrdia en monedes indica el número del catòleg del RIC, el del BMCRE i el del Cohen. La inscripció Æ, indica que la moneda està feta amb bronze o amb un aliatge a base de coure.
| ANVERS:Concòrdia asseguda entre Hèrcules i Mercuri. Porta la pàtera i el ceptre, sobre un altar dins la façana amb sis columnes del temple. A dalt les estàtues de Júpiter, Juno i Minerva. REVERS:« TI[berius] CAESAR DIVI AUG[ustus], F[ilii] AUGUST, P[ontifex] M[aximus], TR[ibunicia] POT[estas] XXXVII» i «S[enatus] C[osultum] » al centre. | sesterci Æ | 35-36;                                              | 26.44 gr, 6 h;                               | RIC Tiberius, 61; BMCRE 116; Cohen 69.                                                     |
| ANVERS:«C[alligula] CAESAR AVG[ustus] GERMANICVS PON[tifex] M[aimus] TR[ibunicia] POT[estas]», cap de Cal·lígula amb corona de llorers. REVERS:«AGRIPPINA, DRVSILLA, IVLIA S[enatus] C[onsultum]», les tres germanes de Cal·lígula representades com les tres deesses Securitas, Concordia i Fortuna; Agripina secolzada en una columna té una cornucòpia i posa la mà esquerra a l'espatlla de Drusil·la, aquesta porta una pàtera i una cornucòpia; Júlia pota un timó i una cornucòpia. | sesterci Æ | 37/38                                               | 27.92 gr;                                    | RIC Caligula, I 33; BMCRE 36; CBN 47, pl. XIII; Cohen 4.                                   |
| ANVERS:«IMP[erator] CAES[ar] AUG[ustus] P[ontifex] M[aimus] TR[ibunicia] P[otestas] COS II P[ater] P[atriae]», cap de Nerva amb corona de llorers mirant cap a la dreta. REVERS:«CONCORDIA EXERCITVVM», mans que s'estrenyen. | denari     | 96                                                  | 18 mm, 3.57 gr.                              | RIC Nerva, II 2; RSC 16.                                                                   |
| ANVERS:«IMP[erator] CAES[ar] TRAIAN[o] HADRIANO AVG[ustus] DIVI TRA(iani) PART(hicus) F(ilii)», cap d'Hadrià amb corona de llorers mirant a la dreta. REVERS: «DIVI NER[ae] NEP[oti] P[ontifex] M[aximus] TR[ibuicia] P[otestas] COS», la Concordia asseguda a l'esquerra amb la pàtera i la cornucòpia i sota el tron l'estàtua de l'Esperança;a baix les lletres:«CONCORD[ia]». | aureus     | 117-118                                             | 7 gr;                                        | RIC Hadrianus, II, 14.                                                                     |
| ANVERS:«SABINA AVGUSTA», cap de Víbia Sabina amb diadema. REVERS: «CONCOR-DIA AVG[usta]», la deessa Concòrdia asseguda cap a l'esquerra, té la pàtera i el ceptre, hi ha una cornucòpia sota el tron. | Denari     | 128-134                                             | 18 mm, 3.34 gr, 6 h; seca de Roma Antiga.    | RIC Hadrianus, II, 399a (Hadrian) var. (sense cornucòpia); RSC 24 var. (sense cornucòpia). |
| ANVERS:«L.AELIUS CAESAR», cap mirant a la dreta. REVERS: «TR[ibunicia] PO[testas] COS II», la deessa Concòrdia asseguda cap a l'esquerra, té una pàtera a la dreta i es recolza sobre una cornucòpia; inscripció a baix «CONCORD[ia]». | Denari     | 137                                                 | 3.29 gr, 6 h;                                | RIC Hadrianus, II, 436 (Hadrian); BMC 981 (Hadrian); Cohen 1; Hill 837.                    |
| ANVERS:«IMP[erator] CAES[ar] L[ucius] AVREL[ius] VERVS AVG[usto]», cap de Luci Aureli Ver mirant a la dreta REVERS: «CONCORD[ia] AVGVSTOR[um] TR[ibunicia] P[otestas], COS II, S[enatus] C[onsultum]», Marc Aureli a l'esquerra i Luci Aureli Ver a la dreta, drets un de cara l'altre donant-se les mans. | sesterci   | 161                                                 | 25.90 gr;                                    | RIC Lucius Verus i Marcus, 1283; MIR 18, 16-16/11; Banti 18; BMCRE 857; Cohen 27.          |
| ANVERS:«IMP[erator] CAES[ar] P[ublius] SEPT[imius] GETA PIVS AVG[ustus]», cap de Geta amb corona de llorers testa mirant a la dreta REVERS:«CONCORDIAE AVGG[ustorum]», Caracal·la i Geta drets l'un de cara l'altre amb una llança a la mà esquerra donant-se la mà dreta. | aureus     | 209/210                                             | 19 mm, 7.41 gr, 6 h (seca de Roma);          | RIC Geta, IV 73b; Calicó 2876; BMCRE p. 360.                                               |
| ANVERS:«IMP[erator] C[laudius] M[arcus] CLOD[ius] PUPIENUS AVG[ustus]», cap de Pupiè amb corona e llorers, mirant a la dreta. REVERS: «CONCORDIA AUGG(ustorum)», Concòrdia asseguda mirant cap a l'esquerra, té la pàtera i dues cornucòpies. | denari     | encunyada el 238 (seca de Roma antiga, 1a emissió); | 19 mm, 2.82 gr, 1 h;                         | RIC Pupienus, IV 1; RSC 6.                                                                 |
| ANVERS:«IMP[erator] C[aesar] P[ublius] LIC[inius] GALLIENVS AVG[ustus]», cap de Gal·liè amb corona radiada, mirant a la dreta REVERS: «CONCORDIA AVGG(ustorum)», mans que s'estrenyen en senyal d'acord. | antoniana  | 253/254                                             | 3.05 g (seca de Roma antiga)                 | RIC, Gallienus, V pt. 1, 131; Göbl 13t; RSC 125.                                           |
| ANVERS:«IMP[erator] C[aesar] P[ublius] LIC[inius] GALLIENVS AVG[ustus]», cap de Gal·liè amb corona radiada, mirant a la dreta REVERS: «CONCORDIA EXERCIT», la deessa Concòrdia dreta mirant a l'esquerra, té la pàtera i una doble cornucòpia. | antoniana  | 253/254                                             | 3.05 g (seca de Roma);                       | RIC, Gallienus, V pt. 1, 132, Göbl 15v; RSC 131a.                                          |
| ANVERS:«IMP[erator] DIOCLETIANVS S[enatus]P[otestas] AVGVSTVS», cap de Dioclecià amb corona radiada, mirant cap a la dreta. REVERS: «CONCORDIA MILITUM», L'emperador Dioclecià dret mirant cap a la dreta, té un ceptre i rep a la Victòria que està caminant sobre l'esfera, a la dreta està Júpiter amb un ceptre; a baix la inscripció: Δ ·XXI. | antoniana  | 291                                                 | 20 mm, 3.40 gr, 5h (seca d'Heraclea Síntica) | Cfr. RIC: V 284.                                                                           |